# TEE Adriatico
Adriatico è una relazione Trans Europ Express operativa dal giugno 1973 al 1987 tra Milano e Bari e indicati come TEE 92 da Sud a Nord e 93 viceversa.
Il nome della relazione era già utilizzato in precedenza da un treno rapido effettuato sullo stesso percorso con l'elettrotreno ETR 220.
Il servizio era effettuato con sole carrozze di prima classe Gran Confort (nella cosiddetta "livrea "Bandiera") e il convoglio era affidato a una E.444. Dal 1982/1983 fino a poco prima dell'introduzione dell'orario estivo 1987 fu composto dalle carrozze tipo "TEE" con livrea internazionale giallo/rosso, provenienti dal TEE Lemano, soppresso nel maggio 1982, e che erano le vetture di standard più alto esistente in Europa in quel momento.
Con la cessazione del servizio TEE, dal maggio 1987 il nome è stato mantenuto per una omonima relazione InterCity, che inizialmente copriva lo stesso percorso da Milano a Bari (prolungato però fino a Lecce) ma composto, come tutti gli Intercity, anche da carrozze di 2ª classe, che inizialmente erano le Eurofima del 1975 (uniche vetture di tipo "Z" di 2ª classe esistenti in quel momento), poi le Z di 2ª classe, costruite appositamente tra il 1987 e il 2003 in quasi un migliaio di esemplari per i nuovi IC. 
Per la prima classe, già alcune settimane prima del cambio di orario 1987 erano tornate ad essere le Z Gran Confort (quindi livrea "interna", cosiddetta "Bandiera") come fino al 1982/83.
Dopo circa venti anni il nome "Adriatico" fu attribuito ad un treno che copre la relazione Venezia Santa Lucia-Bari Centrale, quindi percorre interamente il litorale adriatico (analogamente alla strada statale 16 Adriatica Padova-Otranto).
Dal 2012 nessun treno ha più attribuito alcun nome, compreso l'Adriatico.

## Percorso e fermate
Si riporta di seguito l'orario del 1975:
| TEE 93 | km  | Fermata                        | TEE 92 |
| ------ | --- | ------------------------------ | ------ |
| 12.05  | 0   | Milano Centrale                | 19.00  |
| 14.01  | 219 | Bologna Centrale               | 17.12  |
| 14.39  | 284 | Forlì                          | 16.24  |
| 15.07  | 331 | Rimini                         | 15.57  |
| 15.29  | 364 | Pesaro                         | 15.28  |
| 16.09  | 423 | Ancona                         | 14.54  |
| 16.34  | 466 | Civitanova Marche-Montegranaro | 14.24  |
| 16.59  | 508 | San Benedetto del Tronto       | 14.00  |
| 17.15  | 532 | Giulianova                     | 13.44  |
| 17.41  | 569 | Pescara Centrale               | 13.20  |
| 18.30  | 633 | Vasto                          | 12.23  |
| 18.53  | 659 | Termoli                        | 12.06  |
| 19.27  | 717 | San Severo                     | 11.30  |
| 19.51  | 746 | Foggia                         | 11.14  |
| 20.55  | 869 | Bari Centrale                  | 10.08  |